# Вихляевка (балка)
Вихляевка — балка в Волгоградской и Воронежской областях России. Начинается в деревне Вихляевка, оканчивается на левом берегу реки Кардаил в 107 км от её устья (51°14′07″ с. ш. 42°42′29″ в. д.). В верховье балки устроен пруд. В балку выходят устья балок Горбуниха (лв), Пруткова (пр). По балке протекает пересыхающий в сухое время года водоток. Длина водотока 13 км, площадь водосборного бассейна 81,8 км².

## Данные водного реестра
В данных государственного водного реестра России река в овраге Вихляевка относится к Донскому бассейновому округу, водохозяйственный участок реки — Бузулук, речной подбассейн реки — Хопёр. Речной бассейн реки — Дон (российская часть бассейна).
Код объекта в государственном водном реестре — 05010200412107000007729.